# Hylaeus subconstrictus
Hylaeus subconstrictus là một loài Hymenoptera trong họ Colletidae. Loài này được Cockerell mô tả khoa học năm 1922.